# Zerindu Mic
Zerindu Mic (węg. Bélzerénd) – wieś w Rumunii, w okręgu Arad, w gminie Mișca. W 2011 roku liczyła 184 mieszkańców. 